# Anisostena californica
Anisostena californica är en skalbaggsart som beskrevs av Van Dyke 1925. Anisostena californica ingår i släktet Anisostena och familjen bladbaggar. Inga underarter finns listade i Catalogue of Life.